# Christina Andersson (skådespelare)
Christina Irene Andersson, född 1 september 1945 i Örebro, är en svensk skådespelare. Hon är framför allt känd för sina tolkningar av Bulat Okudjavas sånger, som hon introducerade i Sverige i mitten av 1970-talet.
1978 debuterade hon på skivbolaget Caprice med LP:n Christina Andersson sjunger Bulat Okudzjava och Bertolt Brecht. 
Hösten 1990 turnerade Bulat Okudzjava och Christina Andersson i Sverige med ”Poeten som överlevde” med bland annat två utsålda konserter på Kulturhuset i Stockholm. Hösten 1995 framträdde Bulat Okudzjava och Christina Andersson tillsammans på Teater Gelikon i Moskva i samband med att Bulats Sångbok presenterades tillsammans med CD:n Christina Andersson sjunger Bulat Okudzjava Bulats Sångbok är sammanställd  och utgiven av Christina Andersson på eget förlag Ikaros. Tolkningarna är gjorda av Hans Björkegren, Lars Forssell och Malcolm Dixelius.   
Christina Andersson uppträdde i rollen Charmian i Shakespeares Antonius och Cleopatra på Dramaten år 1975.
Tillsammans med altviolinisten och operasångaren Curt Appelgren utarbetade Christina ett musikteaterprogram med Brechtsånger: Så gick min tid ... som hon debuterade med på Dramatens scen Fyran med Jean Billgren vid pianot.

## Filmografi (urval)
- 1973 – Pelle Jansson
- 1998 – Längtans blåa blomma (TV-serie)

## Teater

### Roller (ej komplett)
| År          | Roll                   | Produktion                                    | Regi               | Teater                         |
| ----------- | ---------------------- | --------------------------------------------- | ------------------ | ------------------------------ |
| 1970        | Fulvia                 | Charlatanen Giovanni Battista Pergolesi       | Bernhard Krook     | Drottningholms Slottsteater    |
| 1972        | Grevinnan Capulette    | Romeo och Julia William Shakespeare           | Bernhard Krook     | Hallwylska palatset            |
| 1972        | Masja                  | Tre systrar Anton Tjechov                     | Lars Barringer     | Teaterhögskolan Göteborg       |
| 1973        | Natalia Petrovna       | En månad på landet Ivan Turgenjev             | Christopher Fettes | Teaterhögskolan Göteborg       |
| 1973        | Ragnhild               | En löskekarl Vilhelm Moberg                   | Göran Sarring      | Norrbottensteatern Luleå Debut |
| 1974        | Polly                  | Tolvskillingsoperan Bertolt Brecht            | Claes Fellbom      | Riksteatern Pionjärteatern     |
| 1974        | Fiametta di Cabresi    | Decamerone Boccaccio                          | Claes Fellbom      | Riksteatern Pionjärteatern     |
| 1974        | Toinette               | Den inbillade sjuke Molière                   | Claes Fellbom      | Riksteatern Pionjärteatern     |
| 1975        | Charmian               | Antonius och Kleopatra Wiliam Shakespeare     | Alf Sjöberg        | Dramaten                       |
| 1975        | Anne                   | Den jäktade Ludvig Holberg                    | Henning Moritzen   | Dramaten                       |
| 1976        | Margit                 | Gropen Kent Andersson                         | Gun Jönsson        | Dramaten                       |
| 1976        | Eva                    | Första gången Eva dog Anita Blom              | Anita Blom         | Dramaten                       |
| 1977        | Pigan                  | Vitt äktenskap Tadeusz Różewicz               | Ernst Günther      | Dramaten                       |
| 1977        | Fröken Julie           | Fröken Julie August Strindberg                | Bernhard Krook     | Hallwylska Palatset            |
| 1979        | Anna                   | De sju dödssynderna Bertolt Brecht            | M. Isaksson        | Norrlandsoperan                |
| 1979        | Kate                   | Gamla tider Harold Pinter                     | Lars Barringer     | Borås Stadsteater              |
| 1981        | Lampito                | Lysistrate Aristofanes                        | Göran Järvefelt    | TV-teatern                     |
| 1981        | Jenny                  | Tolvskillingsoperan Bertolt Brecht/Kurt Weill | Jan Lewin          | Borås Stadsteater              |
| 1982        | Tre olika kvinnoroller | En massa trubbel                              | Bengt Blomgren     | Svenska Riksteatern            |
| 1982        | Sångarinnan            | Amorina C.J.L Almquist                        | Allan Edwall       | Svenska Riksteatern            |
| 1983 Våren  | Drottning Gertrud      | Hamlet Wiliam Shakespeare                     | Hans Råstam        | Svenska Riksteatern            |
| 1984 Hösten | Olivia                 | Trettondagsafton Wiliam Shakespeare           | Hans Bergström     |                                |

## Skivinspelningar
| År   | Titel                                                                     | Musikanter | Produktion | Interpretation                                                              | Skivbolag                                          | Studio                          |
| ---- | ------------------------------------------------------------------------- | --- | --- | --------------------------------------------------------------------------- | -------------------------------------------------- | ------------------------------- |
| 1978 | SKIVDEBUT: Christina Andersson sjunger Bulat Okudzjava och Bertolt Brecht | Christina Andersson sång Jean Billgren piano, harmonium Cecilia Peijel gitarr Jan Kling flöjt, klarinett, sopran- och tenorsaxofon, Karin Öhman flöjt, Björn Borg trumpet, Ulf Söderholm slagverk, Anders Lindgren violin, Björn Eriksson viola, Håkan Molander violoncell, Per Johansson kontrabas, John Kongshaug, banjo, gitarr (B-7), mandolin | Text/Musik: Bulat Okudzjava Bertolt Brecht/ Kurt Weill/Hans Eisler Tolkningar: Hans Björkegren                            | Interpretation: Aleksander Bardini Musikledning/ Arrangemang: Jean Billgren | Caprice STEREO Caprice CAP 1154 Rikskonserter 1978 | Europa Film, studio 3, maj 1978 |
| 1982 | Christina Andersson sånger Bertolt Brecht Bulat Okudzjava                 | Christina Andersson sång Jean Billgren piano Cecilia Peijel gitarr Christer Carlberg gitarr B1-3, 5 Per Johansson bas B7 | Text/Musik: Bulat Okudzjava Bertolt Brecht/ Kurt Weill/Hans Eisler Tolkningar: Hans Björkegren Curt Berg, Johannes Edfelt | Interpretation: Aleksander Bardini Musikledning/ Arrangemang: Jean Billgren | Bluebell OF SWEDEN Firma Frank Hedman              |                                 |

## Opera Konserter Musikteater (ej komplett)
| År          | Roll                                                        | Produktion | Musiker                                                                                | Regi                                    | Teater                                             |
| ----------- | ----------------------------------------------------------- | --- | -------------------------------------------------------------------------------------- | --------------------------------------- | -------------------------------------------------- |
| 1977 Våren  | Christina Andersson Sång deklamation                        | Så gick min tid... Text, musik: Bertolt Brecht, Kurt Weill, Hanns Eisler                                       | Jean Billgren Piano                                                                    | Christina Andersson                     | Dramaten                                           |
| 1977 Sommar |                                                             | | Jean Billgren Piano                                                                    | Prof. Aleksander Bardini Interpretation | Turné Sverige                                      |
| 1978 Våren  | Körledarinnan Recitation                                    | Kyrkoopera: Stark såsom döden Musik: Sven-David Sandström Libretto: Bengt V. Wall                              | Dirigent - Göran Rysberg Kung David - Helge Brilioth                                   | Lilavati                                | Urpremiär Immanuelkyrkan Stockholm Turné Frankrike |
| 1978 Våren  | Översättningsarbete Prov-konserter                          | Sånger lyrik: Bulat Okudzjava, Bertolt Brecht                                                                  | Jean Billgren Piano Cecilia Peijel Gitarr                                              | Prof. Aleksandr Bardini Interpretation  | Turné Sverige Svenska Rikskonserter                |
| 1978 Hösten | Skivdebut-konsert                                           | "Christina Andersson sjunger Bulat Okudzjava och Bertolt Brecht"                                               | Jean Billgren                                                                          | Christina Andersson                     | Grünewaldsalen Stockholms Konserthus Turné Sverige |
| 1979 Våren  | Anna 1                                                      | De sju dödssynderna text, musik: Bertolt Brecht/Kurt Weill                                                     | Norrlandsoperans solister och orkester                                                 | Mats Isaksson                           | Norrlandsoperan                                    |
| 1982 Hösten | Skivsläpp konsert No 2                                      | Christina Andersson sånger Bertolt Brecht - Bulat Okudzjava                                                    | Jean Billgren piano                                                                    | Prof. Aleksander Bardini Interpretation | Turné Sverige                                      |
| 1983 Hösten | Christina Andersson sång/deklamation                        | Sången om den blå ballongen Text, musik: Bulat Okudzjava, Bertolt Brecht/Kurt Weil, Hanns Eisler               | Jean Billgren piano Cecilia Peijel gitarr                                              | Prof. Aleksander Bardini Interpretation | Turné Sverige Riksteatern                          |
| 1984 Våren  | Christina Andersson sång/deklamation                        | Sången om den blå ballongen Text, musik: Bulat Okudzjava, Bertolt Brecht                                       |                                                                                        | Prof. Aleksander Bardini Interpretation | Turné Sverige                                      |
| 1984 Hösten |                                                             | "Sången om den blå ballongen"                                                                                  |                                                                                        | Prof. Aleksander Bardini Interpretation | Gästspel Oslo                                      |
| 1984 Hösten | Christina Andersson sång/deklamation                        | Christina & Tommie i ord och ton Text, musik: Bulat Okudzjava, Bertolt Brecht, Lars Forssell, Nils Ferlin m.fl | Christina Andersson sång Tommie Barte sång, gitarr, saxofon                            | Christina Andersson Tommie Barte        | Turmé Sverige                                      |
|             |                                                             | |                                                                                        |                                         |                                                    |
| 1985 Hösten | Christina Andersson sång/deklamation                        | PREMIÄR "Sången om den blå trådbussen"                                                                         |                                                                                        | Prof. Aleksander Bardini                | Turné Sverige                                      |
| 1985 Hösten | sång/deklamation                                            | "Sången om den blå ballongen"                                                                                  |                                                                                        |                                         |                                                    |
| 1986 Våren  | Christina Andersson sång/deklamation                        | "Och Plötsligt är det afton"                                                                                   |                                                                                        | Christina Andersson                     | Turné Sverige Riksteatern                          |
| 1987 Hösten | Christina Andersson sång/deklamation                        | "Amore per la strada"                                                                                          | Bandspelare med: Per-Olof Sjöström gitarr Annica Carlsson saxofon                      | Prof. Aleksander Bardini                | Turné Sverige Riksteatern                          |
| 1988 Våren  | Christina Andersson sång/deklamation                        | "En resa i dikt och ton"                                                                                       | Bandspelare med: Per-Olof Sjöström gitarr Annica Carlsson saxofon                      | Prof. Aleksander Bardini                | Turné Sverige                                      |
| 1988 Hösten | Christina Andersson sång/deklamation                        | "En resa i dikt och ton"                                                                                       | Bandspelare med: Per-Olof Sjöström gitarr Annica Carlsson saxofon                      | Prof. Aleksander Bardini                | Turné Sverige                                      |
| 1989 Våren  | Christina Andersson sång/deklamation                        | "En resa i dikt och ton"                                                                                       | Bandspelare med: Per-Olof Sjöström gitarr Annica Carlsson saxofon                      | Prof. Aleksander Bardini                | Turné Sverige                                      |
| 1990 Våren  | Diverse konserter                                           | |                                                                                        |                                         |                                                    |
| 1990 Hösten | Bulat Okudzjava sång/gitarr/samtal Christina Andersson sång | "Poeten som överlevde" Text, musik: Bulat Okudzjava Tolkning: Hans Björkegren                                  | Christer Carlberg gitarr Per-Olof Sjöström gitarr Hans Björkegren tolk Roza Adler tolk | Bulat Okudzjava Christina Andersson     | Turné Sverige                                      |